# US-P
Upravlyaemy Sputnik Passivni (ryska: Управляемый Спутник Пассивный) eller US-P, i västvärlden känt som Electronic Ocean Reconnaissance Satellite eller EORSAT, sovjetiskt satellitprogram för militär havsövervakning. Totalt sköts 37 satelliter upp mellan 1974 och 1991. Satelliterna använde passiv signalspaning för att följa både militär och civil fartygstrafik oavsett ljus- och väderförhållanden, syftet var att förse marinflygförband och ubåtar utrustade med sjömålsrobotar med måldata. Robotar som P-5 Pjatjorka hade så pass lång räckvidd att de robotbärande fartygen och ubåtarna inte kunde upptäcka mål på de avstånden med egna sensorer.  

## Konstruktion
Satelliterna hade en cylindrisk kropp med en diameter på 1,3 meter, längd på 17 meter och en vikt på 3000 kg. På båda sidor av kroppen satt solpaneler ungefär 1,5 gånger så långa som kroppen som försörjde satellitens system med el. Satelliterna hade en huvudmotor för att placera den i den slutliga omloppsbanan med en dragkraft på mellan 3 och 6 kN. Fyra motorer med dragkraft på 100 N för attitydkontroll fanns också ombord. Alla motorer försörjdes av ett gemensamt bränslesystem med åtta 60 liters tankar med Dikvävetetroxid och UDMH. På undersidan av satellitkroppen satt en korsformad antenn för signalspaning.

## Uppskjutningsdatum och satelliter i projektet
Alla satelliter i programmet sköts upp med Tsyklon-2 bärraketer från Kosmodromen i Bajkonur.
| Namn        | COSPAR    | Uppskjutning            | Banelement | Banelement | Banelement | Banelement |
| Namn        | COSPAR    | Uppskjutning            | Perigeum   | Apogeum    | Banlutning | Omloppstid |
| ----------- | --------- | ----------------------- | ---------- | ---------- | ---------- | ---------- |
| Kosmos 699  | 1974-103A | 11:00 1974 december 24  | 440 km     | 428 km     | 65,0°      | 93,3 min   |
| Kosmos 777  | 1975-102A | 11:00 1975 oktober 29   | 442 km     | 425 km     | 65,0°      | 93,3 min   |
| Kosmos 838  | 1976-063A | 10:30 1976 juli 2       | 440 km     | 428 km     | 65,1°      | 93,3 min   |
| Kosmos 868  | 1976-113A | 14:30 1976 november 26  | 444 km     | 422 km     | 65,0°      | 93,3 min   |
| Kosmos 937  | 1977-077A | 07:07 1977 augusti 24   | 444 km     | 424 km     | 65,0°      | 93,3 min   |
| Kosmos 1094 | 1979-033A | 12:00 1979 april 18     | 442 km     | 426 km     | 65,0°      | 93,3 min   |
| Kosmos 1096 | 1979-036A | 10:00 1979 april 25     | 442 km     | 428 km     | 65,1°      | 93,3 min   |
| Kosmos 1167 | 1980-021A | 10:40 1980 mars 14      | 442 km     | 426 km     | 65,0°      | 93,3 min   |
| Kosmos 1220 | 1980-089A | 15:04 1980 november 4   | 759 km     | 526 km     | 65,0°      | 97,6 min   |
| Kosmos 1260 | 1981-028A | 23:45 1981 mars 20      | 444 km     | 425 km     | 65,0°      | 93,3 min   |
| Kosmos 1286 | 1981-072A | 08:28 1981 augusti 4    | 442 km     | 430 km     | 65,0°      | 93,2 min   |
| Kosmos 1306 | 1981-089A | 20:31 1981 september 14 | 424 km     | 168 km     | 65,0°      | 90,4 min   |
| Kosmos 1337 | 1982-010A | 01:11 1982 februari 11  | 444 km     | 426 km     | 65,0°      | 93,3 min   |
| Kosmos 1355 | 1982-038A | 09:55 1982 april 29     | 295 km     | 277 km     | 65,0°      | 90,2 min   |
| Kosmos 1405 | 1982-088A | 17:50 1982 september 4  | 443 km     | 425 km     | 65,0°      | 93,3 min   |
| Kosmos 1461 | 1983-044A | 10:30 1983 maj 7        | 803 km     | 574 km     | 65,0°      | 98,5 min   |
| Kosmos 1507 | 1983-110A | 08:30 1983 oktober 29   | 325 km     | 298 km     | 65,0°      | 90,8 min   |
| Kosmos 1567 | 1984-053A | 18:46 1984 maj 30       | 369 km     | 353 km     | 65,0°      | 91,8 min   |
| Kosmos 1588 | 1984-083A | 22:50 1984 augusti 7    | 347 km     | 331 km     | 65,0°      | 91,3 min   |
| Kosmos 1625 | 1985-008A | 19:58 1985 januari 23   | 390 km     | 118 km     | 65,0°      | 89,6 min   |
| Kosmos 1646 | 1985-030A | 21:40 1985 april 18     | 399 km     | 378 km     | 65,0°      | 92,3 min   |
| Kosmos 1682 | 1985-082A | 01:32 1985 september 19 | 446 km     | 341 km     | 65,0°      | 92,4 min   |
| Kosmos 1735 | 1986-021A | 01:44 1986 februari 27  | 442 km     | 419 km     | 65,0°      | 93,2 min   |
| Kosmos 1737 | 1986-025A | 19:26 1986 mars 25      | 426 km     | 414 km     | 73,4°      | 93,0 min   |
| Kosmos 1769 | 1986-059A | 05:08 1986 augusti 4    | 383 km     | 287 km     | 65,0°      | 91,2 min   |
| Kosmos 1834 | 1987-031A | 03:51 1987 april 8      | 415 km     | 402 km     | 65,0°      | 92,7 min   |
| Kosmos 1890 | 1987-086A | 21:48 1987 oktober 10   | 415 km     | 402 km     | 65,0°      | 92,7 min   |
| Kosmos 1949 | 1988-045A | 02:49 1988 maj 28       | 415 km     | 402 km     | 65,0°      | 92,7 min   |
| Kosmos 1979 | 1988-101A | 00:12 1988 november 18  | 415 km     | 402 km     | 65,0°      | 92,7 min   |
| Kosmos 2033 | 1989-058A | 00:00 1989 juli 24      | 322 km     | 196 km     | 65,0°      | 89,7 min   |
| Kosmos 2046 | 1989-079A | 16:20 1989 september 27 | 415 km     | 402 km     | 65,0°      | 92,7 min   |
| Kosmos 2051 | 1989-092A | 23:22 1989 november 24  | 310 km     | 293 km     | 64,9°      | 90,6 min   |
| Kosmos 2060 | 1990-022A | 15:27 1990 mars 14      | 418 km     | 402 km     | 65,0°      | 92,8 min   |
| Kosmos 2096 | 1990-075A | 16:17 1990 augusti 23   | 415 km     | 402 km     | 65,0°      | 92,7 min   |
| Kosmos 2103 | 1990-096A | 06:33 1990 november 14  | 415 km     | 402 km     | 65,0°      | 92,7 min   |
| Kosmos 2107 | 1990-108A | 00:48 1990 december 4   | 416 km     | 402 km     | 65,0°      | 92,8 min   |
| Kosmos 2122 | 1991-005A | 11:34 1991 januari 18   | 415 km     | 401 km     | 65,0°      | 92,7 min   |

## Användning
US-P satelliterna skulle tillsammans med radarsatelliterna av typen US-A ge information vart större flottstyrkor tillhörande NATO befann sig. Denna målinformation sände satelliterna ut i realtid samt lagrade ombord för att kunna sända ner den till markstationen i Noginsk utanför Moskva. Fartyg utrustade med tunga sjömålsrobotar, som kryssare ur klasserna Projekt 1144 Orlan och Projekt 1164 Atlant eller ubåtar av typen Projekt 949 Granit var utrustade med satellitlänken Kasatka-B (svala, NATO-rapporteringsnamn: Punch Bowl) för att kunna ta emot målinformation direkt från satelliterna.
I fredstid sköts US-P satelliterna vanligen upp ensamma, men i krigstid skulle upp till fyra US-P satelliter finnas i omloppsbana samtidigt för att kunna ge en bättre täckning. I Bajkonur fanns beredskapslager där 22 stycken Tsyklon-2 bärraketer med tillhörande satelliter lagrades, huvuddelen av satelliterna var antisatellit vapnet Istrebitel Sputnik men upp till sju satelliter i lagret uppskattades vara av typerna US-A och US-P av CIA. I kristid kunde man skjuta upp 6 till 10 Tsyklon-2 raketer per dag. I krigstid skulle ett nätverk av sju US-A satelliter och fyra US-P satelliter kunna ge en kontinuerlig målbild mellan de nordliga breddgraderna 50° och 70° som var högst två timmar gammal.